# Les Chatouilleuses volcaniques
Pour plus de détails, voir Fiche technique et Distribution.
Les Chatouilleuses volcaniques (The Love Box) est une comédie érotique à sketches britannique réalisé par Tudor Gates et Wilbur Stark et sorti en 1972. 

## Synopsis
Tris Patterson dirige une section de petites annonces appelée « Love Box » pour un magazine de divertissement. Ces annonces servent de cadre à onze comédies érotiques distinctes :
1. Peter the virgin
2. The sex kittens
3. The young wives' club
4. Massage wanted
5. The trade descriptions act
6. The refined couple
7. The wife swappers
8. Orgy in Kilburn
9. The bored housewife
10. Trying new colours
11. The love park

## Fiche technique
- Titre français : Les Chatouilleuses volcaniques[1]
- Titre original anglais : The Love Box[2]
- Réalisation : Tudor Gates, Wilbur Stark
- Scénario : Tudor Gates, Wilbur Stark
- Photographie : Grenville Middleton
- Montage : Rex Graves
- Musique : Mike Vickers (en)
- Production : Barry Jacobs
- Sociétés de production : Short Circuit
- Pays de production :  Royaume-Uni
- Langue originale : anglais britannique
- Format : Couleurs - Son mono - 35 mm
- Durée : 91 minutes
- Genre : comédie érotique à sketches
- Dates de sortie : 
  - Royaume-Uni : 1972
  - France : 21 janvier 1976

## Distribution
In the magazine office
- Chris Williams : Tris Patterson
- Alison King : Margery
- Simon Legree : Rod
- Maureen Flanagan (en) : Helen

Peter the virgin
- Maggie Wright : Mme Angela Simpson
- Paul Aston : Peter
- Christine Bradwell : Miss Harvey

The sex kittens
- John Mattocks : chat de gouttière
- Lizbeth Lindeborg : chaton blond
- Minerva Smith : chaton brun

The young wives' club
- Jane Cardew : Fran
- Leonora Little : strip-teaseuse
- Anthony Bailey : Jock
- Rosemary Burdon : membre du club
- Lita Petrou : membre du club
- Julia Breck : membre du club

Massage wanted
- Elaine Baillie : la masseuse
- Basil Clarke : le vieux monsieur

The trade descriptions act
- Raymond Young : le fonctionnaire
- Anne Henning : Gerda
- Jennifer Guy : étudiante

The refined couple
- Peter Burton : Charles
- Alison King : Margery

The wife swappers
- Freddie Earlle : Bill
- Marianne Morris : Janet
- Charlie Miller : Harry
- Cheryl Gilham (en) : Sally

Orgy in Kilburn
- Emmet Hennessy : Martin/boy
- Dick Hayden : John
- Georgina Symonds-Rose : Kit
- Trudi Blue : Sandra

The bored housewife
- Joan Alcorn : Kathy
- Craig Israel : le Texan
- Dave Carter : mari

Trying new colours
- Simon Legree : Rod
- Minah Bird (en) : la fille noire
- Pauline Anderson : l'Esquimau
- Vivienne : la Chinoise
- Kerima : l'Indienne

The love park
- Laurie Goode : garçon
- Emmett Hennessy : garçon
- Nicola Austine : fille
- Sue Bowen : fille
- Jeanette Marsden : fille
- Rina Brown : fille
- Liz Carlson : fille